# Homophron
Homophron is een geslacht van schimmels behorend tot de familie Psathyrellaceae. 

## Soorten
Volgens Index Fungorum telt het geslacht in totaal zes soorten (peildatum maart 2023):
| Soortnaam                             | Auteur(s)                        | Publicatiejaar |
| ------------------------------------- | -------------------------------- | -------------- |
| Homophron camptopodum                 | (Sacc.) Örstadius & E. Larss.    | 2015           |
| Homophron cernuum                     | (Vahl) Örstadius & E. Larss.     | 2015           |
| Homophron naucoria                    | (A.H. Sm.) Voto                  | 2019           |
| Homophron naucorioides                | (A.H. Sm.) Voto                  | 2019           |
| Homophron spadiceum (Dadelfranjehoed) | (P. Kumm.) Örstadius & E. Larss. | 2015           |
| Homophron submaculatum                | (G.F. Atk.) Voto                 | 2020           |